# Rhabdothamnus
Rhabdothamnus es un género monotípico de plantas herbáceas perteneciente a la familia Gesneriaceae. Su única especie: Rhabdothamnus solandri A.Cunn., es originaria de Nueva Zelanda.

## Descripción
Son arbustos de hasta 2 m de altura, muy ramificados , escabrosos . Con hojas pequeñas, pecioladas y opuestas, , la lámina es amplia ovada a suborbicular, toscamente serrada o dentada , de color verde grisáceo por densos indumentos . Flores axilares, solitarias. Sépalos iguales, connados en la base, ovados o triangular acuminados, persistentes. Corola de color naranja con vetas de color rojo , o de color rojo ladrillo , subcampanulada ; tubo amplio. El fruto es una cápsula ovoide , dehiscente con 4 válvas. El número de cromosomas : 2n = ± 74.

## Distribución y hábitat
Se distribuyen  por Nueva Zelanda en ( Isla Norte). Se encuentra en lugares lluviosos templados costeros y en las tierras bajas de los bosques , creciendo especialmente cerca de  los arroyos . 

## Etimología
El nombre del género deriva de las palabras griegas  ράβδος,  rhabdos = rama , el abedul, y θάμνος ,  thamnos = arbusto , en alusión su hábito de  planta arbustiva .